# آکاسیای کامپلاناتا
آکاسیا کامپلاناتا (نام علمی: Acacia complanata) نام یک گونه از سرده آکاسیا است.